# Wozzeck

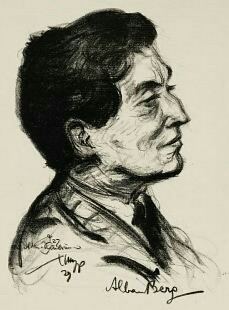
Alban Berg. Teckning av Emil Stumpp.

Wozzeck är den första operan av den österrikiske kompositören Alban Berg. Den komponerades mellan 1914 och 1922 och hade premiär 1925. Den är baserad på dramat Woyzeck, som den tyske dramatikern Georg Büchner lämnade ofullbordat vid sin död. Berg deltog i den första uppsättningen av Büchners pjäs i Wien den 5 maj 1914 och visste genast att han ville bygga en opera på den. (På den tiden var pjäsen fortfarande känd som Wozzeck, på grund av en felaktig transkription av Karl Emil Franzos, som arbetade utifrån ett knappt läsbart manuskript; den korrekta titeln skulle inte dyka upp förrän 1921.) Från de fragment av oordnade scener som Büchner lämnade efter sig valde Berg ut 15 för att bilda en kompakt struktur av tre akter med fem scener vardera. Han bearbetade librettot själv och behöll "pjäsens väsentliga karaktär, med dess många korta scener, dess abrupta och ibland brutala språk, och dess starka, om än hemsökta, realism..."
Handlingen skildrar vardagen för soldater och stadsbor i en tyskspråkig lantlig stad. Framträdande teman som militarism, känslokyla, social exploatering och slentrianmässig sadism presenteras brutalt och kompromisslöst. Mot slutet av akt 1, scen 2, mumlar titelkaraktären (Wozzeck): "Fortfarande, allt är stilla, som om världen dog", medan hans medsoldat Andres muttrar: "Natt! Vi måste komma tillbaka!" till synes omedveten om Wozzecks ord. En begravningsmarsch börjar, bara för att i nästa scen förvandlas till den upptempo sången från militärens marschband. Musikforskaren Glenn Watkins anser att detta är "en lika levande projektion av en förestående världsundergång som någon som kommer att komma ut ur det första världskriget ..."

## Bakgrund
Den 27 augusti 1824 avrättades den 44-årige frisören Johann Christian Woyzeck offentligt i Leipzig. Tre år tidigare hade han dödat sin livskamrat. Men det rådde tvivel om huruvida han verkligen var tillräknelig. I vetenskapliga kretsar ledde detta till en lidelsefull och intensiv debatt som kom att vara i flera år. Woyzeck var död sedan länge när den unge läkaren och författaren Georg Büchner uppmärksammade det bakomliggande händelseförloppet. Han påbörjade ett drama om "den oskyldige mördaren" men dog under arbetets gång av tyfus, endast 24 år gammal.

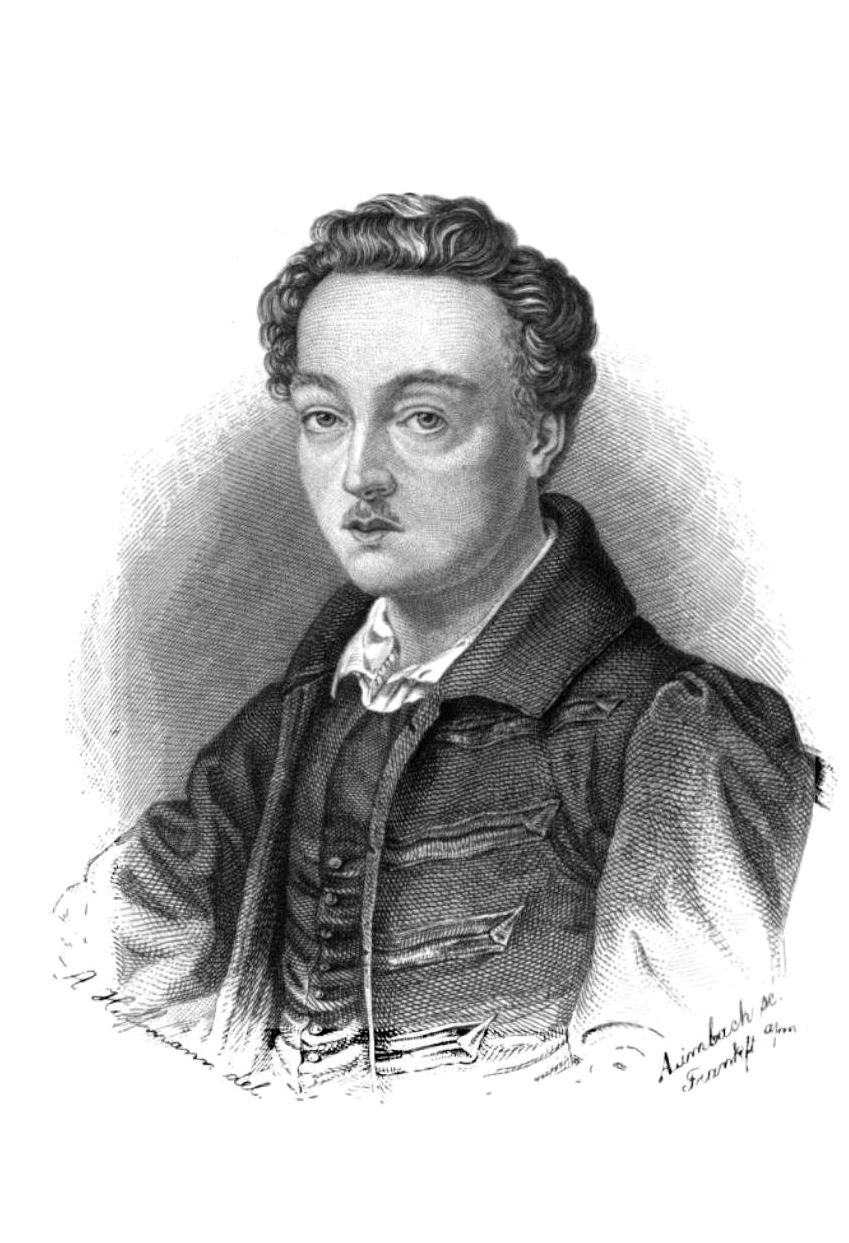
Georg Büchner

### Woyzeck och Wozzeck
Omkring fyra årtionden efter Büchners död sammanställde författaren och litteraturforskaren Karl Emil Franzos en spelbar version av Büchners dramautkast. Han misstydde Büchners handskrivna "y" som "z", och därmed inleddes dramats bana som Wozzeck istället för Woyzeck. Först när Alban Berg var klar med operan fick han reda på den ursprungliga titeln och försökte korrigera misstaget, men gav snart upp det hopplösa arbetet. Wozzeck klingar hårdare än Woyzeck och motsvarar därför bättre soldatmiljön. 
Såväl dramat som operan uppstod i kristid. Efter Napoleonkrigen saknade tusentals soldater möjligheten att förtjäna sitt levebröd. En liknande kris uppstod efter första världskriget

## Komponering
Berg började skriva Wozzeck 1914, strax innan första världskriget bröt ut och försenade hans arbete. I dramat fanns mycket som fann genklang hos Berg: blandningen av realism och dröm, ångestkänslorna, den rika symboliken, den sociala medkänslan samt det morbida, förfallna. Första världskrigets fasansfulla händelser de närmaste åren styrkte honom i förvissningen att ämnet var högaktuellt. Kriget såg otaliga Wozzeck-öden. Berg hade starka litterära intressen och beslöt sig för att själv arbeta om Büchners verk för operabruk. Berg arbetade om de då tillgängliga 23 scenerna till 3 x 5 scener. Hans mål var att nå fram till större dramatisk slutenhet och enhetlighet. Han såg sig också tvungen mildra textens fränheter. Han var aldrig stationerad vid fronten och sökte graden Einjährig-Freiwillige Korporal (ordagrant "ettårig frivillig korpral"), som han fick 1916, för dess kortare tjänstgöringstid. Hans smärtsamma beslutsamhet att fullborda operan finns dokumenterad i brev och anteckningsböcker. Han skrev till sin fru Helene: "I flera månader har jag inte arbetat med Wozzeck. Allt kvävdes. Begravd!"
Berg hade mer tid att arbeta under regementsledigheten (1917–1918). En stor del av operan komponerades vid pianot i Helenes familjs stuga Trahütten. Där närde han sin kreativitet genom att läsa böcker, promenera i skogarna, plocka svamp och beundra bergen, sjöarna och källorna – vanor av "kärlek till naturen" som Helene identifierade i Bergs musik, bland annat hos Wozzeck.
Bergs erfarenheter från kriget har präglat operan på många sätt. Nyheten om det pågående kriget oroade honom. Han skrev till Schönberg om ett enligt uppgift "framgångsrikt" knep där ljudet av en klocka, kanske för att påminna soldaterna om en "svunnen tid" eller en "älskad plats", användes för att hetsa och döda dem:
"[... En stor klocka var fäst vid ett träd nära de ryska skyttegravarna och ringde. ... Nyfikna ryssar reste sig för de dödliga kulorna. ... hemskt. ... [H]ad jag har förklarats lämplig ... min ande ... skulle ha gått sönder."
Berg skrev också till Helene 1918 att han identifierade sig med Wozzeck:
"Det finns lite av mig i hans karaktär, ... att tillbringa dessa krigsår lika beroende av människor jag hatar, ... i bojor, sjuka, fångna, resignerade, ... Förödmjukad.!
Kriget skilde också Berg från Schönberg och deras sociala kretsar i Wien, vilket gav honom inte bara ensamhet utan också självständighet trots de prövande och ovanliga omständigheterna. Han var klar med akt 1 sommaren 1919, akt 2 i augusti 1921 och akt 3 under de följande två månaderna. Efter att ha slutfört orkestreringen under de följande sex månaderna färdigställde han Wozzeck i april 1922.

### Premiär
Uppförandet i Frankfurt am Main 1924 av "Tre fragment" ur Wozzeck¨¨ vid den årliga festivalen Allgemeiner Deutscher Musikverein (ADMV), tillsammans med Anton Weberns uruppförande av Praeludium och Reigen ur Tre orkesterstycken under en österrikisk musikvecka i Berlin 1923, inledde Bergs regionala rykte som en betydande person inom musiken.
Operan uruppfördes på Staatsoper i Berlin 14 december 1925 med Erich Kleiber som dirigent. Antalet repetitioner var rekordartat (144 enligt en del uppgifter). Häftigt motstånd mot det nya verket från många håll kunde inte hindra succén. Operans framgång fortsatte och den hade spelats 166 gånger världen över runt tiden för Bergs död 1935. I samband med de lokala premiärerna vid olika tyska scener uppträdde tonsättaren själv och höll förklarande föredrag om sitt verk. Hailey skriver att det var "säsongens händelse" och att den uppnådde en anmärkningsvärd kombination av sammanhang och uttrycksfullhet under en betydande tidsperiod trots sitt posttonala musikaliska språk. Walsh skriver att det var en skandalsuccé med publikstörningar och blandade reaktioner i pressen. Många produktioner följde i Tyskland och Österrike fram till efter 1933, då nazisterna förbjöd degenererad musik.
Framgången med Wozzeck förändrade Bergs liv. Den gav honom internationell ryktbarhet, och han kunde leva bekvämt på royalties nästan fram till sin död 1935. Han reste inte bara till Tyskland, Tjeckoslovakien, Sovjetunionen och England, utan också till Schweiz, Belgien, Nederländerna, Frankrike och Italien för att framföra och prata om operan.
Upptagen med att ta hand om sin nyvunna framgång och njuta av ekonomiskt oberoende, avböjde Berg Franz Schrekers erbjudanden om en anställning vid Berlins Musikhochschule samt efterföljande semestrar med Schönberg, även om de två förblev trogna vänner. Han gynnades av nya relationer med bland andra Karl Böhm, Erich Kleiber och Gian Francesco Malipiero och utsågs till att sitta i juryn för ADMV.
I Sverige framfördes några kortare partier under Ernest Ansermets ledning i Stockholms Konsertförening 1935. Hela operan översattes av Styrbjörn Lindedal och uppfördes på Kungliga Teatern i Stockholm den 4 april 1957 med Sixten Ehrling som dirigent. Rollen som Wozzeck alternerades av Anders Näslund och Erik Saedén. Den sattes upp på Göteborgsoperan 1999 med David Radok som regissör och Lars-Åke Thessman som scenograf.
Den sattes upp på Norrlandsoperan med premiär den 1 oktober 2011.

## Magiska tal
Att fråga sig hur många takter en scen eller en hel opera innehåller verkar vara fullständigt onödigt. Men inte för Alban Berg. Han var en lidelsefull anhängare av siffermystik. Wozzeck är ett bra exempel på detta. Hela verket består av 1927 takter. Om man räknar bort de sex generalpauserna (dessa återfinns i slutet av andra och i början av tredje akten) får man summan 1921. År 1921 hade Berg blivit klar med particellen (utkastet till partituret). Talet 21 har också en viktig roll i de enskilda scenerna. Den sista scenen består av 21 takter och i doktorsscenen följer 21 variationer på varandra. Längden på många av dessa är bara en enda takt, med de är noterade i 7/4-delstakt. Siffran 7 hörde också till Bergs magiska tal. Operan Wozzeck bär opustalet 7.
Ett annat exempel är att Wozzeck dör i operans 14:e scen och Jesu väg till Golgata innefattade 14 stationer.

## Om operan
Enligt Büchner skall Marie vara 16 till 18 år gammal och påfallande vacker. Hon har en motsägelsefull personlighet. Hon har tonsättarens odelade sympatier. I operan finns det endast två längre ställen med entydigt tonal och "romantisk" musik: sorgmarschen i d-moll efter Wozzecks död och en del av akt III, scen 1. När Marie här börjar berätta en saga för barnet, spelar ett horn en sångbar, varm melodi i f-moll. Även Maries vaggsång präglas av en romantisk och melodisk innerlighet.
Doktorn förkroppsligar den torra, omänskliga vetenskapen. Berg byggde upp hans tema av den kromatisk skalans samtliga toner. Tessituran för doktorns parti kan kallas extrem, eftersom man på vissa ställen tvingas sjunga särskilt låga toner.

### Tonalitet och struktur
Wozzeck är en blandning av tonalt och icke tonalt. Den innehåller tolvtonsavsnitt (i passacaglian) innan tolvtonstekniken ännu presenterats på allvar. Men det finns också mycket som är tonalt orienterat, ganska ofta ren dur och moll. Själv använde Berg uttrycket "atonal stil" om Wozzeck. Noterbart är också den systematiska användningen av absoluta musikaliska former, hämtade från instrumentalmusiken. I de båda första akterna rör det sig om former av äldre typ: en svit, en rapsodi, en passacaglia, en sonatsats. I sista akten har Berg konstruerat nya typer av inventioner, en form som tidigare i stort sett endast använts av Johan Sebastian Bach. Dessa former har uteslutande funktionella uppgifter och är inte avsedda att uppfattas av publiken. De bygger sin logik på tonalitet och tonartsbyten och förlorar mycket av sin mening där tonaliteten vacklar. Men Berg ansåg att redan textarbetet ställde honom inför en mera musikalisk än litterär uppgift, som bara kunde lösas med musikalisk arkitektonik och inte med dramaturgi. De 15 scenerna kunde inte gärna gestaltas som en fortlöpande komposition. Följden skulle lätt ha blivit monotoni, ytterligare förstärkt av ett dussin mellanspel i samma stil. I stället valde Berg en arbetsmetod som gav varje scen och mellanspel deras speciella ansikte likaväl som avrundning och slutenhet. Han fann det helt naturligt att gå till gamla och nya instrumentala former, även sådana som annars bara förekommer i den absoluta musiken. Berg sa själv:
Från det ögonblick då ridån går upp för första scenen till sista ridåfallet får det inte finnas någon i publiken som märker dessa fugor, inventioner, sviter och sonatsatser, variationer och passacaglior, som är uppfylld av något annat än den idé som går igenom operan och har giltighet långt utöver Wozzecks individuella öde. Och det tror jag mig ha lyckats med.

### Ledmotiv

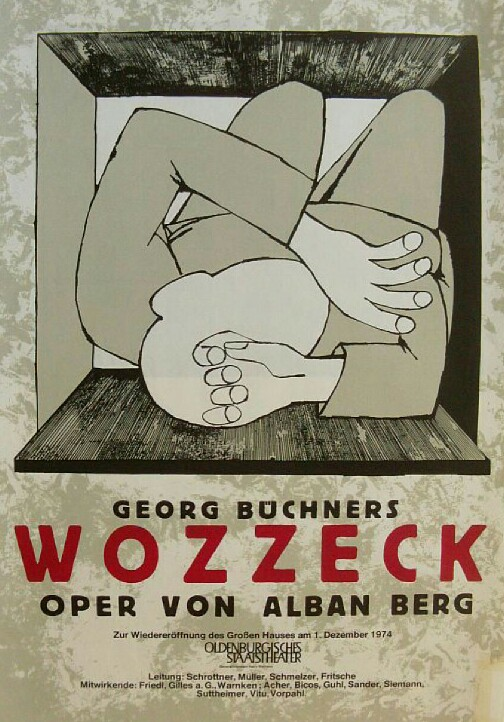
Affisch till en uppsättning av Wozzeck i Oldenburg 1974.

Ett annat formskapande element är det konsekventa bruket av ledmotiv i Richard Wagners anda. Även samklanger får motiviska funktioner. Dessa motiv, också kallade grundmotiv, erinringsmotiv eller karaktärsmotiv, är knutna till personer eller situationer. De utgör huvudparten av det musikaliska materialet och förekommer i snart sagt varje takt av Wozzeck. Många motiv hör nära samman fastän det stundom kan vara svårt att säga hur. Ofta anteciperas ett motiv långt innan det presenteras för första gången i sin helhet. Allt motiviskt material används under ett slags kontinuerlig variation: ett motiv eller tema återkommer praktiskt taget aldrig något så när oförändrat utan genomgår ständig utveckling, formas av sina egna upplevelser.

### Konstmusik och folklig musik
Wozzeck är musikaliskt uppdelad på två nivåer: konstmusiken och den folkliga musiken. Det folkliga karaktären har tonsättare fått fram genom att fylla musiken med "lättfattlig primitivitet". Kännetecken: symmetriska perioder (annars asymmetri), ters- och kvartharmonier, en melodik som gärna håller sig till heltonsskalan och rena kvarter (till exempel första intervallet i Andres jägarsång, Maries soldatvisa och vaggvisa). Tonaliteten är ofta bitonal eller polytonal, det vill säga två eller flera tonarter klingar samtidigt i skilda stämmor.

### Uppbyggnad
Wozzeck har en noga avvägd storform, både inom akterna och som helhet. Akterna förhåller sig till varandra enligt formen "a-b-a". Yttersatserna har dramatiskt mindre fast konsistens än mittakten, något som också avspeglar sig i deras musikaliska helhetsform. Den klangliga differentieringen i orkestern är påfallande. På sätt som beskrivs under de olika scenerna delar tonsättaren gärna upp orkestern i flera grupper för öppen ridå, medan han sparat tutti till mellanspelen, som ju har funktionen av ett slags symfoniska genomföringar.

### Sångstil och talsång
Vokalstilen i Wozzeck spänner över ett stort register. På sjungna, utpräglat kantabla avsnitt kan följa viskningar eller vanliga naturlig-realistisk konversation som på en talscen (fast till orkesterns ackompanjemang). Vanligare är emellertid "talsång" (rytm och notvärden utförs lika noga som vid sång meden tonhöjden markeras ungefärligt). Tonsättaren framhåller apropå talsången att sångarna måste akta sig för ett sjungande talsätt. Å andra sidan är det här inte fråga om ett realistiskt tal. Tvärtom måste skillnaden mellan vanligt tal och "rent" tal som medverkar i en musikalisk form komma fram tydligt. Förebilden till sin talsång hämtade Berg hos Schönberg vars "rytmiska deklamation" introducerades främst i melodramen Pierrot Lunaire (1912), i sin tur sannolikt påverkad av Debussys opera Pelléas och Mélisande. Recitativ saknas i Wozzeck. De skulle i regel inte kunna förenas med de använda absoluta formerna. Den komplicerade vokala "intonationen" i förening med Bergs tonalt fria stil gör rollerna i Wozzeck svårutförbara.

## Roller
- Wozzeck, menig soldat (Baryton och talroll)
- Tamburmajoren (Tenor)
- Andres, Wozzecks kamrat (Tenor och talroll)
- Kaptenen (Tenor)
- Doktorn (Bas)
- Förste gesällen (Baryton och talroll)
- Andre gesällen (Baryton)
- Idioten (Tenor)
- Marie, Wozzecks fästmö (Sopran)
- Margret, en grannkvinna (Alt)
- Maries son (Gossopran)
- Hantverkare och soldater, däribland en soldat (tenor)

## Handling och musikanalys
Operan utspelar sig i en tysk landsortsstad i början av 1800-talet.

### Akt I
Exposition: Wozzeck i hans förhållande till omvärlden. Musikalisk form: fem karaktärsstycken.
Scen 1

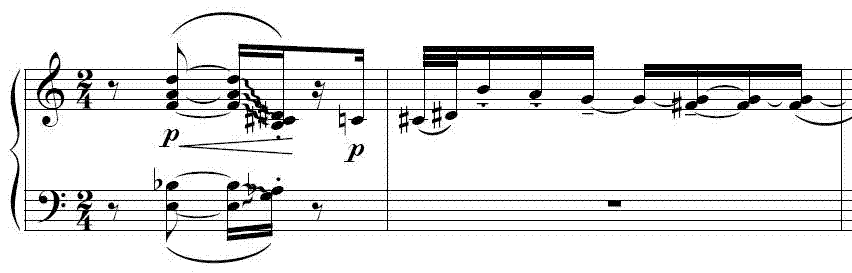
De två förspelstakterna.

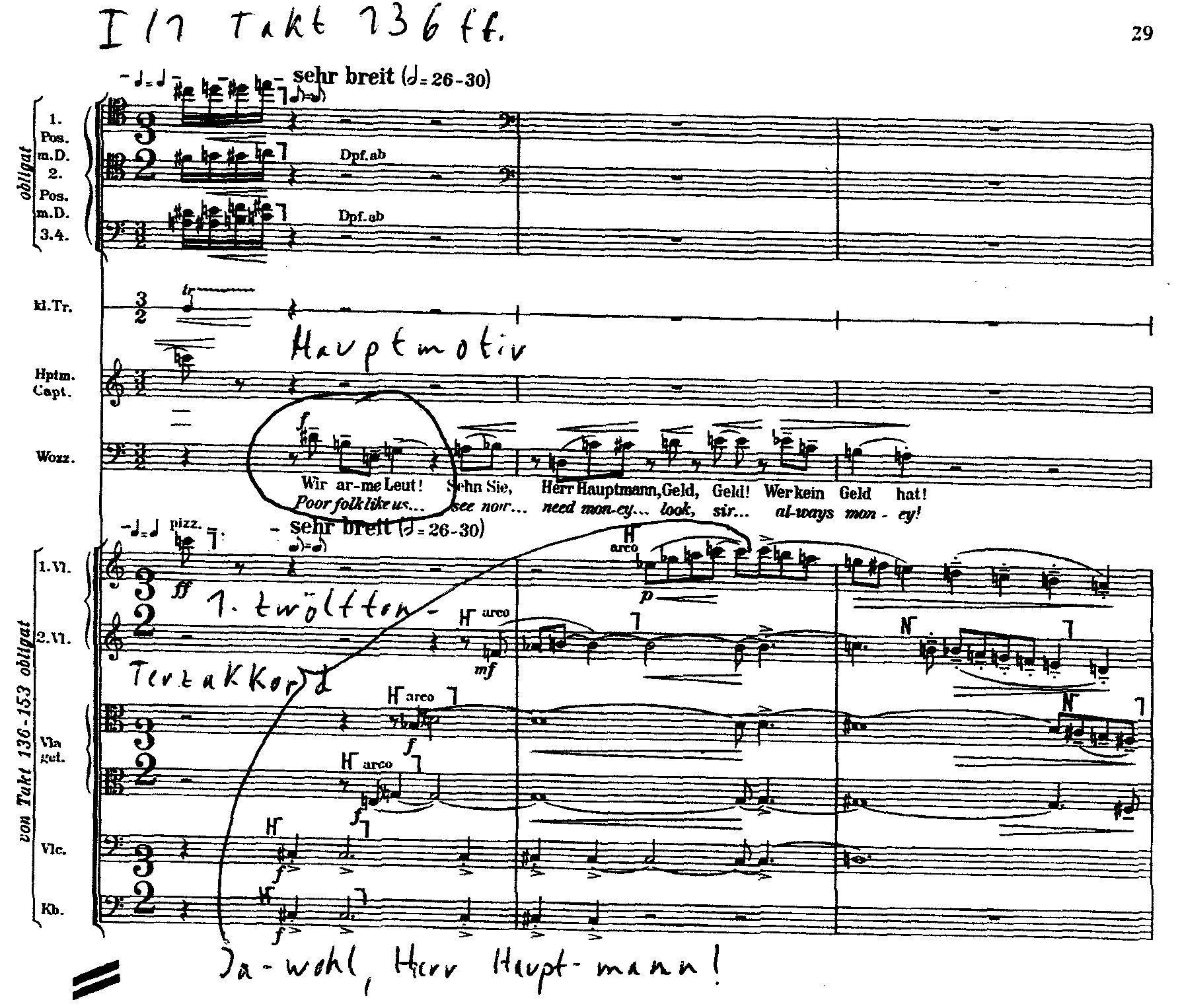
Tre musikaliska motiv i akt I, scen 1.

Ridån går upp efter två takters förspel.
I kaptenens rum. Morgon. Wozzeck rakar kaptenen som sitter på en stol framför en spegel (kaptenens tema i engelska hornet, se ledmotiv I). Kaptenen förmanar Wozzeck att raka långsamt, tar sig sedan för pannan och börjar filosofera. Wozzeck rakar vidare med avbrott då och då. Kaptenen fastslår att Wozzeck har 30 år kvar att leva, en väldigt massa tid. Kaptenen funderar om evigheten och känner sig skrämd av att hela jorden snurrar runt på en dag. Wozzeck bejakar pliktskyldigast vad kaptenen säger. Kaptenen tycker inte om att Wozzeck jämt är så jäktad. En god människa gör allting långsamt! På kaptenens fråga om vädret berättar Wozzeck att det är fult, blåst. Kaptenen tillägger listigt att det visst blåser från "sydnord". Då Wozzeck upprepar sitt monotona "Javisst, herr kapten" (ty. Jawohl, herr Hauptmann), skrattar kaptenen våldsamt och konstaterar att Wozzeck är förskräckligt dum (ty. anscheulich dumm). Wozzeck är en god människa, men han har ingen moral: han har ett barn som kyrkan inte välsignat. Wozzeck vill inte tro att Gud tycker illa om den stackarn fast ingen sagt amen innan han tillverkades. Herren sa ju: "Låten de små komma till mig!" (ty. Lasset die Kleinen zu mir kommen!). Kaptenen blir hastigt uppretad och skriker åt Wozzeck, som värdigt försvarar sig. Han börjar: "Vi fattigt folk!" (ty. Wir arme Leut se ledmotiv II). Wozzecks motto, viktigt som ledmotiv. Också han är en människa fast han inte har några pengar. Dygden fordrar rikedom! Hans öde är att vara osalig i denna och i den andra världen. Han slutar med en besvärjelse: Jag tror att om jag kom in i himlen, så fick jag nog sköta åskan! - sista tonen ett h, Wozzecks ödeston. Kaptenen lugnar sig och råder Wozzeck att inte tänka. Det tär. Kaptenen uppmanar Wozzeck att gå hem i lugn och ro. Ridån faller. Orkestern fortsätter att spela ett mellanspel som innehåller korta reminiscenser i varierad form från scen 1 och samtidigt förebådar scen 2.
Musikaliskt har scen 1 formen av en svit som i tur och ordning består av de här stiliserade barockformerna preludium, pavane, gigue, gavott och air, samt en repris av preludiet i kräftgång (temat baklänges). Orkestern arbetar i huvudsak med två grupper: ett obligat av fem träblåsare som står mot de dämpade stråkarna. Först i mellanspelet griper hela orkestern in.
Scen 2
Ett öppet fält sent på eftermiddagen, man ser staden i fjärran. Wozzeck och hans kamrat Andres täljer käppar åt kaptenen i ett buskage. Man hör tre ackord i orkestern, denna scens viktigaste musikaliska gestalter. Till bleck och stråkar som spelar med stråkens baksida talar Wozzeck för första gången: "Du det här stället är förbannat" (ty. Du, det Platz ist verflücht). Andres sjunger en glad jägarvisa som kontrasterar mot orkesterns konturlösa, dystra ackompanjemang. Wozzeck fortsätter. Han ser en ljus fläck - där brukat ett huvud rulla om kvällen... Någon tog upp det, och det blev hans död. Wozzeck sjunger till en fallande heltonsskala som operan igenom är typisk för Wozzeck. Andres söker slå bort Wozzecks hemska syner och tar åter upp sin jägarvisa (dubbelvariation med hälften så långa notvärden och koloraturutsmyckning). Wozzeck tycker sig se "frimurarna". Andres sjunger sin visa i en tredje variation, men tycks komma av sig. Båda lyssnar spänt. Efter tre våldsamma hornackord säger Wozzeck utom sig: "Hör du, de'e någon som följer oss därnere!" (ty. Hörst Du, es wandert was mit und da unten!). Fort bort! Andres håller tillbaka kamraten: "Ah, du är tokig" (ty. He, bist du toll). Wozzeck har svårt att andas. Han ser syner och tar den nedgående solens sista skarpa strålar för ett eldsken - från jorden upp i himlen. Det blir plötsligt mörkt. Andres hycklar likgiltighet. Man hör trummor i fjärran. Wozzeck slutar: "Tyst, allt är tyst, som vore världen död" (ty. Still, alles still als wäre die Welt tot). De går långsamt medan ridån småningom sjunker. Orkestern fortsätter med ett sammanbindande mellanspel, där de båda österrikiska militärsignalerna Zum Gebet (horn och trumpet) och Abblasen (klarinett) klingar spöklikt som en påminnelse om staden.
Denna scen har musikaliskt formen av en rapsodi, en fri fantasi, uppbyggd av tre ackord. Det harmoniska elementet spelar alltså en framträdande roll. Ackorden presenteras med ständig omväxling och variation. Tonsättaren påpekar att musiken innehåller starka impressionistiska inslag, vilket ligger nära tillhands för en scen så insvept i naturmystik.
Scen 3
Marie, Wozzecks älskade, sitter vid fönstret med sin lille son. Mellanspelet glider över i en militärmarsch när ridån går upp. Marie härmar pratande musikens rytm. Vaktparaden kommer förbi fönstret. I spetsen för den går tamburmajoren. Marie beundrar honom. Han hälsar och hon vinkar tillbaka. Grannfrun Margret gör elaka anmärkningar om Maries kättja. Marie tar upp en soldatvisa. De båda kvinnorna kommer i gräl och Marie ropar: "Luder!" Hon slår igen sitt fönster och militärmusiken försvinner med ens. Marie känner medlidande med sin "stackars lilla otäcking". Tempot blir mycket långsamt. Marie sjunger en öm vaggvisa ackompanjerad av en solistisk kammarorkester. Andra strofen är en variation. När Marie märker att barnet somnat tystnar hon och sitter liksom försjunken i tankar (tomma kvinter i orkestern, en återkommande symbol för Maries obestämda väntan son slutar först med hennes död, se ledmotiv III). Plötsligt klappar det på fönstret. Marie rusar upp och öppnar för Wozzeck, som hon kallar Franz. Men Wozzeck hinner inte stiga in. Han måste till kasernen. Marie undrar varför han ser så konstig ut. Wozzeck är kvar i sina spöksyner från fältet (orkestern tar upp ackorden från förra scenen). Marie försöker lugna honom genom att tala om pojken. Wozzeck förstår inte vad hon menar. Han går. Full av smärta betraktar Marie pojken. "Inte såg han på sitt barn" (ty. Er hat sein Kind nicht angeseh'n). "Han blir nog tokig så som han grubblar (ty. Er schnappt noch über mit den Gedanken). Hon rusar ut. Ridån går ner.
I orkesterns mellanspel med sex takters tutti, stegras den upphetsande stämningen ytterligare. Det bygger på motiv från det föregående och leder sedan över till nästa scen. De båda viktigaste musikaliska elementen i denna scen är militärmarschen och Maries vaggvisa, som för en stund avlöses av reminiscenser från scen 2, varierade och i ny instrumentation. Därvid avstår tonsättaren för första och enda gången i operan från varje anknytning till någon "absolut" form.
Scen 4

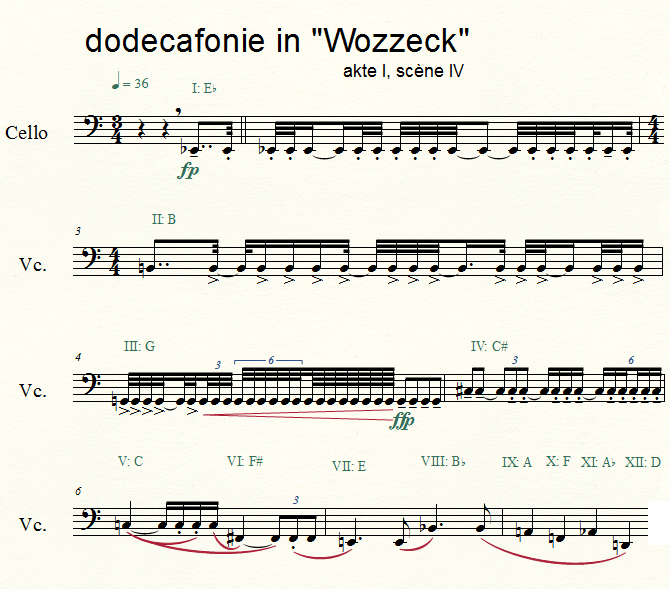
Exempel på tolvtonsmusik i Wozzeck akt I, scen 4.

Alldeles innan ridån går upp har soloklarinetten infört ett tema som består av tolv toner (se exempel). Det bilder i fortsättningen grundvalen för 21 variationer i en passacaglia.
I doktorns mottagningsrum. Doktorn skyndar emot Wozzeck som träder in. Situationen är den att Wozzeck för att tjäna en slant extra åt Marie underkastat sig doktorns dietexperiment. Därav Wozzecks överspända tillstånd i den båda föregående scenerna. Doktorn förebrår Wozzeck att denne kastat vatten ute på gatan. Att kämpa mot naturen, invänder Wozzeck. Naturen, det är skrock, förklarar doktorn. Mellangärdet styrs av människans viljekraft. Har Wozzeck ätit upp sina bönor? Har får bara äta bönor och baljväxter. I nästa vecka går man över till fårköttsdiet. Det leder till en revolution inom vetenskapen. Han blir plötsligt upprörd och minns vad Wozzeck gjort på gatan, men lugnar sig strax. Han konstaterar att pulsen åter slår sina sextio slag. Vad är det för mening att reta upp sig på en människa? Värre vore det om ett marsvin fött. Åter brusar han upp men bemöts av Wozzeck: Karaktären är en sak. Med naturen är det något annat. Wozzeck förirrar sig i filosoferande. Han ropar efter Marie och upplever åter skräcksynerna från fältet. Han går med utsträckta armar i rummet. Han tycker sig höra ljudet av en fruktansvärd stämma, se svampar, cirklar, figurer. Belåtet fastslår doktorn att Wozzeck fått en fix idé som kommer att föra honom till dårhuset. Doktorn påminner om programmet: äta bönor, sedan fårkött, raka kaptenen och så vara rädd om sin fixa idé.
Doktorn blir alltmera extatisk över sina teorier, och utropar till högtidliga basunackompanjemang: "Ack, jag blir odödlig, odödlig, odödlig!" (ty. Ich werde unsterblich...). Plötsligt återfår han sitt sakliga sätt. Ridån sjunker, först snabbt, för att sedan sakta ner sista biten.
Tonsättaren valde formen av en passacaglia för att beskriva doktorns fixa idéer som smittar av sig på Wozzeck. Passacaglian är anpassad till seriell tolvtonsteknik. Berg påpekar att variationsarbetet inte följer enbart absolut-musikaliska regler. Det ansluter sig intimt till handlingen. Scenen visar hur vetenskapen i den förryckte doktorns gestalt kommit ifrån sin uppgift att tjäna människan. Hon har istället blivit ett objekt, ett offer för grymma försök.
Scen 5
På gatan utanför Maries dörr. Det är skymning. Mellanspelet för in ett rondotema besläktat med militärmarschen, som också skymtar. Marie ser beundrande på tamburmajoren som påpekat att han blir ännu snyggare till söndagen med stora plymer och vita handskar. Han kastar sig över Marie med ett tjut. Marie gör skrikande motstånd: "Kom inte hit!" (ty. Rühr mich nicht an!). Tamburmajoren rätar upp sig och stirrar henne i ögonen. "Du har visst djävulen själv i blicken!" (ty. Sieht Dir der Teufel aus den Augen!). Marie ger upp motståndet med utropet att allt är egalt. Hon kastar sig i hans armar och båda försvinner in genom hennes dörr. Orkestern når för öppen scen fram till en brutal höjdpunkt (på tonen h) men dämpas plötsligt och akten klingar ut. Denna avslutande scen har formen av ett Andante affetuoso quasi rondo. Affetuoso, med varm känsla, står för Marie. Det är tamburmajorens våldsamma drifter som dominerar denna spänningsfyllda scen. Helt logiskt sätter tonsättaren här för första gången in den fulla orkesterns klang för öppen ridå. Rondoformen innebär att samma tema återkommer med jämna mellanrum, avlöst av så kallade episoder med annat musikaliskt innehåll. I detta andante är rondoformen dock endast antydd. Slutkadensen står de följande akternas slutfall mycket nära. Den tycks föra ut i tomma intet.

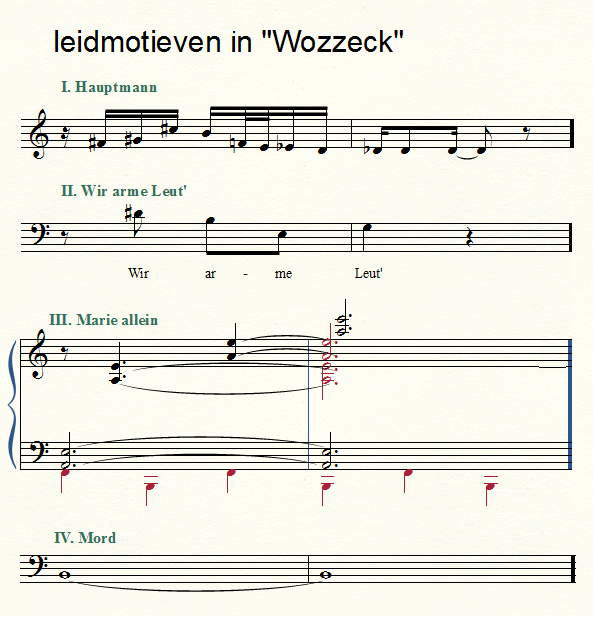
Några ledmotiv.

### Akt II
Dramatisk utveckling: Wozzeck blir mer och mer övertygad om Maries otrohet. Musikalisk form: symfoni i fem satser (varje scen en sats). Berg framhåller att denna akt musikaliskt lika väl som dramatiskt är mycket fastare sammanhållen än de båda ytterakterna.
Scen 1 Smyckescenen
Marie sitter vid fönstret med barnet. Det är förmiddag och solen skiner. Efter ett inledande kort förspel, som anknyter till föregående scen, får ridån upp. Ett tema presenteras (huvudtemat i denna scen). Marie håller en bit spegelglas i handen och betraktar sig. Hon bär ett par örhängen, som hon beundrar. En gåva från tamburmajoren. Hon uppmanar barnet att sova, och tar upp en vaggvisa. Barnet verkar skrämt och trycker sig mot modern. Marie tittar sig åter i spegeln och undrar om det inte är guld, örhänget. Hon jämför sig med de fina madammerna - hon har i alla fall samma röda mun som de. När pojken åter rör sig förmanar hon honom strängt att sova. Hon blinkar med spegeln och säger att det är Jon Blund som är farlig och kan blända.
Wozzeck kommer in utan att Marie ser det (långsamt i basunerna). Marie far upp med händerna för öronen. Wozzeck undrar vad hon har där. Ett örhänge hon hittat, svarar Marie. Wozzeck noterar en aning hotfullt att hon tydligen funnit två. Marie begär hans förtroende och tar det. Så vänder han sig till barnet vars panna är svettig. I en smärtfylld höjdpunkt hörs Wozzecks motto. Han lugnar sig, ger Marie sin lön samt vad han fått från kaptenen och doktorn (verkets enda C-durtreklang enligt tonsättaren för att beskriva pengarnas vardagliga saklighet). Han går.
Åter ensam tycker Marie att hon är usel. Dyster utropar hon att allt skall gå under. Det följande mellanspelet inramas av ett nedåtgående (ridå ned) och ett uppåtgående harpglissando (ridå upp).
Denna scen har musikaliskt formen av en sonatsats. Expositionen i denna scen avslutas då Wozzeck träder in och genomföringen når sin höjdpunkt med Wozzecks utrop. Repetitionen börjar då Marie blir ensam igen. Orkestersatsen är kammarmusikaliskt genomskinlig.
Scen 2
Kaptenen och doktorn möts på gatan. Det är mitt på dagen. I orkestern hörs kaptenens och doktorns motiv kontrapunktiskt. "Varför så bråttom, högt ärade herr likkistspik?" (ty. Wohin so eilig, geehrtester Herr Sargnagel?) undrar kaptenen. Och får svaret: "Varför så långsamt, högt ärade herr exercisängel?" (ty. Wohin so langsam, geehrtester herr Exerzisengel?). Doktorn vill skynda vidare men kaptenen hejdar honom. En god människa jäktar inte. Doktorn jäktar rakt in i döden (falsettskrik). Får kaptenen rädda hans liv? Doktorn stannar upp och berättar om minst tjugo kvinnor som dött i livmodercancer på en månad. Kaptenen försöker hejda honom men doktorn gottar sig åt de intressanta preparaten. Kaptenen kvider av rädsla. Doktorn granskar kaptenen: svårt att andas, fet, svullen hals (långsamt valstempo). En hjärnblödning förefaller trolig, men kanske med förlamning på endast en sida, i bästa fall nedtill. När kaptenens tunga förlamas skall doktorn föra "odödliga observationer". Kaptenen hejdar åter doktorn. Det finns människor som dött av skräck - rösten slår över i ett skri och han hostar i sorgmarschtempo. Kaptenen tycker sig se sin egen begravning. Alla skall säga: "Han var en hedersman" (ty. Er war ein guter Mensch). I denna pinsamma situation kommer Wozzeck förbi i rask talt (heltonstemat långsamt och tungt i fyra basuner, speglar Wozzecks tungsinne, i kontrast mot hans yttre jäkt). Kaptenen återvinner fattningen på Wozzecks bekostnad och förebrår honom detta eviga gnoende, som om Wozzeck skulle raka av vartenda helskägg i stan. (Här börjar en fuga som inleds i av kaptenens tema i engelska hornet.) Apropå helskägg, ja. Kaptenen letar efter ord och visslar. Wozzeck har väl inte funnit ett skäggstrå i soppan? Från hakan på en tamburmajor? Doktorn nynnar till. Skakad frågar Wozzeck vad herrarna menar (tema 2, dubbelfugan blir trippelfuga). Kaptenen fortsätter med sin antydningar och uppmanar Wozzeck att gå hem och söka. För en fattig djävul är jorden ett helvete, säger Wozzeck kritvit i ansiktet. Doktorn tar pulsen på Wozzeck. I den fortsatta trippelfugan försäkrar kaptenen att han menar väl, doktorn gör medicinska observationer av Wozzeck, som i sin tur slutar: "Gud i himlen. Man hade lust att hänga ett rep om halsen. Då visste man var man vore!" (ty. Gott im Himmel. Man konnte Lust bekommen sich aufzuhängen. Dann wüsste man woran man ist!) Han rusar bort.
Han är ett fenomen, sammanfattar doktorn. Kaptenen säger sig ha fått mer än han tål. Medan doktorn går fastslår kaptenen att "bara slödder (som Wozzeck) har kurage" (ty. Nur ein Hundsfott har Courage!). Ridån går ner.
I scen 1 stod personerna varandra mycket nära. Tonsättaren använde därför sonatformen där motiven uppför sig som "medlemmarna i en familj". I denna scen handlar det om personer som är varandra mera främmande. I sonatsatsen gick motiven melodiskt in i varandra, här är de klart avgränsande. Tonsättaren har följdriktigt valt en strängt fugerad form: Fantasi (eller Invention) och fuga över tre tema, där varje tema hela tiden följer sin egen linje. Orkestern är uppdelad i flera mindre kammarensembler. Grundtonen är burlesk.
Scen 3
Marie står utanför sin dörr. Under mellanspelet tonar den föregående fugan ut i intet och solocellon intonerar huvudtemat i det largo (för kammarorkester), som bildar huvudformen för scen 3. Wozzeck går raskt fram mot Marie. Hon hälsar men han skakar på huvudet och säger sig inte se något. Marie förstår honom inte. Han talar om en synd så stor och grov att lukten av den kunde röka ut himlens änglar. "Du är skön såsom synden" (ty. Du bist Schön wie die Sünde). (Här sjunger Wozzeck, hittills har man talat.) Plötsligt blir han livlig och påträngande: "Var det där han stod, så, så?" (ty. Da, hat er da gestanden, so, so?). Marie följs av det tema som hör samman med tamburmajoren i stora orkestern. Hon kan inte hindra folk att gå på gatan, säger hon. Massor av människor kan ha stått på samma fläck. Wozzeck (med kammarorkestern) bryter ut: "Du och han" (ty. Du bei ihm) och höjer handen för att slå henne. "Kom inte hit. Hellre ett knivblad i mitt bröst än någon hand på mig." (ty. Rühr mich nicht an. Lieber ein Messer in den Leib als ein Hand auf mich.) Hon går in. "Hellre ett knivblad". Wozzeck stirrar efter henne och viskar: "Människan är en avgrund och svindel får man när man ser ner i den... (ty. Der Mensch ist ein Abgrund, es schewindelt einem wenn man hinunterschaut...). Ridån går ner under kammarorkesterns efterspel.
Scen 3 har musikaliskt formen av en långsam symfonisats, ett tredelat largo. Den centrala huvudrollen har en kammarorkester med samma 15-stämmiga besättning som Arnold Schönberg använder i sin Kammersymphonie (1906). Berg har därmed på detta centrala, avgörande ställe i operan velat hylla sin lärare och mästare. Utöver kammarbesättningen används konsertant också hela orkestern, samt en militärmusikgrupp bakom scenen. I denna scen observerar man de många nyanserna av sång och tal, från den helt sjungna frasen via talsång till vanligt tal.
Scen 4
En värdshusträdgård sent på kvällen. Efterspelet till förra scenen går över i mellanspelet som inleds med en långsam ländler. I den ingår ett parodiskt citat av Richard Strauss vals i Rosenkavaljeren. Medan ridån långsamt går upp fortsätter ett värdshuskapell av schrammeltyp (några fioler stämda en ton högre än normalt, klarinett, dragspel, gitarrer och bastuba) att spela ländlern. De börjar med ett Mozartcitat (menuettemat ur Don Juan). Gesäller, soldater och flickor är samlade, några dansar, andra ser på. Ländlern upphör. Två onyktra gesäller sjunger en visa (efter bondevalsen ur Carl Maria von Webers Friskytten). Alla avbryter dansen för att beskåda de båda gesällerna (schrammelmusiken tystnar). De sjunger osammanhängande om själen och brännvinet, tycker till slut att allt är sorgligt och somnar. Scenmusiken återkommer med en vals och dansen börjar igen. I den deltar nu också Marie och tamburmajoren. Mot slutet av valsen kommer Wozzeck hastigt in (jäktmotivet i stora orkestern). Han ser Marie och hennes älskare dansa förbi och säger med talröst: "Han! Hon! Helvete!" Marie dansar förbi och sjunger "På'n igen!" (ty. Immer zu!). Wozzeck sjunker förtvivlad ner på en bänk och undrar varför inte Gud släcker solen. "Så han kladdar på henne. Och hon bara skrattar..." Marie och tamburmajoren sjunger sitt "På'n igen". Wozzeck upprepar det, blir alltmer upphetsad och skall till att rusa in på dansgolvet, men sätter sig igen. Dansen upphör nämligen. Gesällerna och soldaterna tar upp en jägarkör.
Andres sticker mellan med en lättsinnig visstump som han sjunger till gitarr (och som slutar på tonen h). Så frågar Wozzeck vad klockan är och får veta att den är elva. Schrammelmusiken spelar åter ländlern medan stora orkestern ger bakgrunden. Man dansar. Wozzeck talar i gåtor om väntan, döden och graven. Andres undrar om han är full. Nej, tyvärr, svarar Wozzeck. Trött på kamraten visslar Andres ländlertemat (citatet ur Rosenkavaljeren).
En av gesällerna som sjöng nyss vaknar och börjar en parodisk predikan till scenorkesterns ackompanjemang (melodram, koralmelodin i bastuban härledd ur gesällens tidigare visa). Han presenterar en rad oförargliga floskler som slutar med "och själen stinker utav brännevin" (ty. und meine Seele stinkt nach Branntewein). Han blir livligt hyllad och förs bort. Kören och Andres antyder sina tidigare visor, i förändrad form. Idioten dyker upp och tränger sig fram till Wozzeck som suttit på bänken under det sista upptåget. Långsamt valstempo i orkestern. Lustigt, sjunger idioten. Han vädrar blod! Wozzeck knyter an: "Blod, blod!" Det blir rött för ögonen på honom. Ridån faller snabbt. Det följande mellanspelet är en genomföring där en rad motiv från den gångna scenen bearbetas symfoniskt.
Denna scen är gestaltad som ett scherzo i en symfoni, ett utvidgat scherzo med 3 trios och repris. Den inledande ländlern bildar första scherzot, gesällernas första visa den första trion (lugnare sångbar mellandel). Värdshusmusikens vals är andra scherzot, jägarkören (scenens mittparti) en andra trio. Sedan följer en repetition av den tredelade gruppen (ländler, visa, vals), i starkt varierad form. Gesällvisan återvänder i form av harmonierna i orkestersatsen till melodramen (samtidigt en självständig koralbearbetning). Jägarkörens återkomst antyder andra trions repetition, sedan återkommer andra scherzots vals under scenen med idioten, för att ingå i mellanspelets genomföring. Klangligt bygger denna sats, som erinrar om scherzot i en Mahlersymfoni, på kontrastverkan mellan två orkestrar: huvudorkestern och värdshuskapellet på scenen.
Typiskt expressionistiskt är Bergs grepp att föra in välkända melodier av Richard Strauss, Mozart och Carl Maria von Weber. Vad tonsättaren velat uppnå i detta speciella fall vet man inte. Effekten erinrar emellertid om den som uppstår då Bertolt Brecht befriar publiken ur föreställningens förtrollning, till exempel genom att låta en skådespelare i en pjäs stiga ur pjäsen och kommentera den i en visa. Det som kallas Verfremdungseffekt eller alienation.
Scen 5
Logementet i kasernen. Mellanspelets sista stora stegring dämpas plötsligt och man hör en nynnande manskör bakom den nedfällda ridån. Ridån går upp och man ser en grupp soldater som ligger i sina sängar på logementet och snarkar. Snarkkören anknyter till de tre ackorden (akt I, scen 2). Wozzeck stönar i sin säng. Han reser sig och ropar till Andres att han inte kan sova. Det är dansscenen som förföljer honom. Det blixtrar för Wozzecks ögon som från ett knivblad. Han ber till Gud: "Och inled oss icke i frestelse" (ty. Und führe uns nicht in Versuchung). Några takter av snarkkören återkommer. Tamburmajoren bullrar in, åtskilligt upprymd. Här börjar ett rondo marziale, rondotemat presenteras. Han skryter med att han har en kvinna som han avlar tamburmajorer med (trumpetklanger). Vilken kvinna, undrar Andres. Fråga han, Wozzeck, där! svarar tamburmajoren, tar fram en brännvinsflaska och häller upp åt Wozzeck. Drick, karl, sup! Wozzeck tittar åt sidan och visslar (slutfallet från gesällens melodram i dansscenen). Tamburmajoren blir ursinnig och hotar att rycka tungan ur halsen på Wozzeck. Han kastar sig över Wozzeck och det blir en häftig brottning (kaotiska bleckinsatser). Wozzeck kommer under. Tamburmajoren är nära att strypa honom, men tar sig i stället en klunk brännvin och visslar melodrammotivet. Med utropet: "Är inte jag en karl! (ty. Was bin ich für ein Mann!) går han och slår igen dörren.
Wozzeck stapplar fram till sin säng. Efter likgiltiga anmärkningar från Andres och en annan soldat somnar hela logementet igen, utom Wozzeck som sitter kvar och stirrar framför sig. Orkesterns slutfall, nära besläktat med slutkadensen i akt I, löser upp sig i ett subkontra-H i harpan, stödd av tam-tam (längre fram Wozzecks "döds-h"). Sedan är det tyst ett tag innan ridån går ned.
Efter en introduktion har denna scen formen av ett rondo martiale, strikt som ett militärt reglemente. Brottningen är både dramatiskt och musikaliskt en parallell till tamburmajorens våld mot Marie i scen 5, akt I, vars rondoform dock är mindre påtaglig. Scenen har också anknytning till scenen på fältet. Där blev Wozzeck skrämd av naturen, här av "naturljudet" som uppstår när soldaterna snarkar.

### Akt III
Katastrof och epilog. Wozzeck mördar Marie och sonar sitt brott med självmord. Musikalisk form: 5 inventioner. Den sammanhållande principen är att tonsättaren i varje sats arbetar med en musikalisk enhet (ett tema, en ton, en rytm) som huvudmaterial. Musikaliskt-arkitektoniskt och dramatiskt är denna akt liksom akt I lösare uppbyggd än mellanakten.
Scen 1
Maries rum. Ridån går upp utan musik. Efter två takters paus kommer ett enstämmigt dystert tema, som sedan upprepas polyfont mot ett andra huvudtema, fortsättning på det första. Det är natt. Marie sitter vid ett fladdrande ljus. Barnet sover. Hon läser ur sin bibel. "Där fanns intet svek, intet sven kom från hans läppar" (ty. Und ist kein Betrug in seinem Munde erfunden worden). Hon ber Gud att vända bort sin blick från henne. Hon läser vidare om kvinnan som blivit beträdd med hor. Barnet trycker sig mot henne och hon får samvetskval. Hon stöter bort barnet, men tar det åter till sig. Så berättar hon om ett stackars fattigt, övergivet barn som ingen hade i hela världen.
Tanken på Franz (Wozzeck) som inte synts till på flera dagar kommer Marie att avbryta läsningen. I stället bläddrar hon i bibeln och läser om Magdalena som grät vid Jesu fötter (här börjar en dubbelfuga i orkestern), vätte dem med sina tårar och smorde dem. Hon ber Gud om samma barmhärtighet som kom Magdalena till del. Ridån faller långsamt. Fugan klingar ut med ett H i kontrabasarna - Wozzecks "döds-h".
Denna första invention består av ett tema som varieras, först i sju variationer, sedan i en sträng fuga. Tonsättaren påpekar att temat har sju takter, att det återkommer sju gånger och att det består av sju toner i fugan. Orkestern utgörs av en solistiskt behandlad kammarensemble.
Scen 2

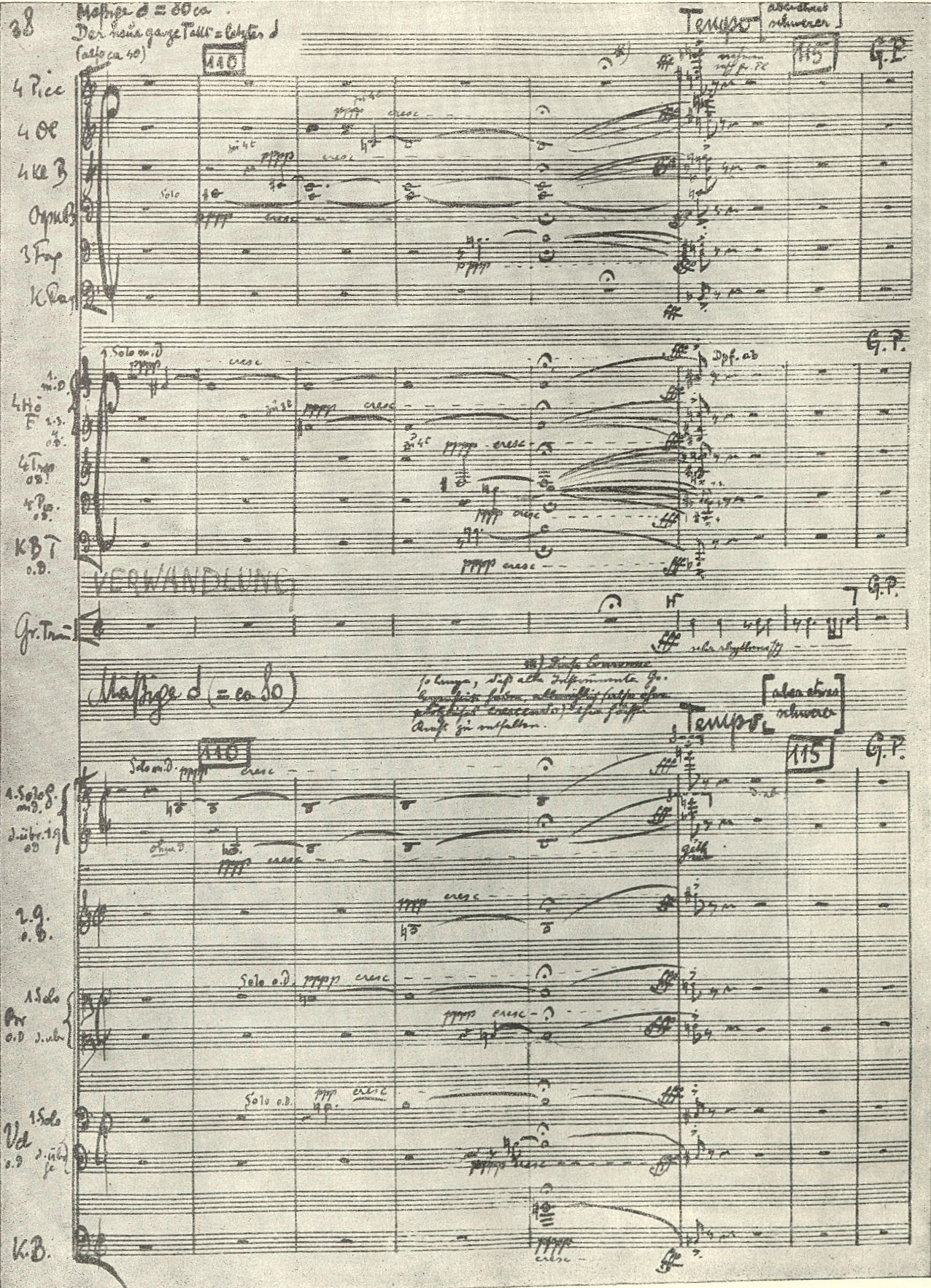
Utdrag ur akt 3

Skogsväg vid tjärnen. Det skymmer. När ridån går upp ljuder det H i kontrabasarna som sedan i olika lägen skall bilda hela den musikaliska grundvalen för scenen.
Marie och Wozzeck kommer in. Hon har bråttom till staden, men Wozzeck bestämmer att de skall sätta sig här. Han frågar om hon minns hur länge de har känt varandra: i tre år. Marie är ängslig och vill gå sin väg. Wozzeck kan inte förstå varför. Marie som är så from och god och trogen... Wozzeck kysser henne och säger sig vilja ge bort sin salighet om han fick kyssa henne en gång till. Men det går inte för sig. Marie darrar. Wozzeck försäkrar att hon inte ska behöva frysa nästa morgon. 
Lång generalpaus. Månen går upp, röd som ett blodigt knivblad. Wozzeck drar sin kniv. Han ropar: "Int' jag Marie! Och ingen annan heller!" (ty. Ich nicht Marie! Und kein andrer auch nicht!), griper tag i henne och stöter kniven i hennes hals. Hon skriker på hjälp (i detta ögonblick passerar blixtsnabbt en rad motivfragment som hör samman med Marie förbi i orkestern, bland andra vaggvisan, musik från smyckescenen, minnen av tamburmajoren och marschen, hennes tomma kvinter). Marie sjunker samman. Wozzeck lutar sig över henne: Död! Han skyndar bort. Ridån går ner. Ett subkontra-H i pianissimo inleder ett crescendo på h som växer i hela orkestern utom slagverket. Den för Wozzeck fatala grundrytmen i nästa scen förebådas med 7 slag i slagverket följd av en generalpaus, varefter crescendot på h återkommer, nu med orkesterns alla resurser.
Musiken i denna scen har formen av en invention över en ton. Tonen är alltså h. Den förekommer som orgelpunkt (liggande baston), som liggande mellan- och överstämma, oktavfördubblad, i alla upptänkliga lägen och klanger. I mellanspelet växer detta hotande svarta moln till en orkan som utplånar allt.
Scen 3
På en krog. Svagt ljus, det är natt. I samma ögonblick som det andra crescendot klipps av sätter ett krogpiano in med en snabb polka, grovt spelad. Rytmen är den som just angavs i stora trumman och som skall gå genom hela scen 3. De druckna gesällerna och flickorna, bland dem Margret, dansar en Schnellpolka. Wozzeck sitter vid ett bord och tittar på. Han sjunger upphetsad om deras dans, häller i sig ett glad vin och fortsätter med en ryttarvisa, så högt att pianot ty. överröstas: "Där redo tre ryttare vägen fram" (ty. Es ritten drei Reiter an den Rhein). Både ord och musik (en variation av Maries vaggvisa) visar att han har den döda Marie i tankarna. Wozzeck märker att han kanske röjer sig, slutar sjunga och dansar några steg med Margret, stannar och drar henne med till sitt bord. Hon är så varm, en dag blir också hon säkert kall. Han ber henne sjunga. I denna kvalmiga atmosfär tar Margret upp en sång till pianoackompanjemang ("Till Schwabenland, dit far jag ej", ty. In's Schwabenland da mag ich nit). Margret undrar vad Wozzeck har gjort med handen. Den är röd av blod. Wozzeck söker bortförklara blodet, men lyckas inte. "Här stinker mänskoblod" (ty. Da stinkt's nach Menschenblut) ropar Margret: flickorna och gesällerna instämmer, i kanon. Med ett rop "Väck, annars kommer något att hända!" (ty. Weg, oder es geht wer zum Teufel!) skyndar Wozzeck ut. Ungdomarnas rop fortsätter sedan ridån gått ned. Orkestern tar upp dem i mellanspelet.
Denna scen har musikaliskt formen av en invention över en rytm. Tonsättaren påpekar att det inte handlar om ett monotont ostinato. Han avvinner den bestämda grundrytmen en ständig omväxling och mångfald. Den kan bilda underlaget för en melodi (polkan), läggas under ackompanjemanget (i lilla trumman under Wozzecks ryttarvisa), förstora, förminskas eller förskjutas, ändra taktart, delas upp på trioler eller föras fram i flera kanon-artade insatser. Instrumentalt råder en viss dualism mellan stora orkestern och det förstämda pianot som har fått polkan och de mera visartade avsnitten anförtrodda.
Scen 4
Skogsstig vid tjärnen. Månsken som förut. Just när den rytmiska figuren skall gå över i ett sexstämmigt ackord (b-ciss-e-giss-ess-f) höjs ridån. Detta ackord går igenom hela scen 4.
Wozzeck kommer hastigt invacklande. Han letar efter sin kniv; han vekar skräckslagen. Plötsligt skriker han: "Mördare!" Han går några steg och stöter på den döda Marie. Hon har ett blodrött band om halsen. Det har hon fått för sina synder, precis som örhängena. I panik finner han kniven och slänger den i tjärnen. Månen går upp blodröd. Wozzeck tycker sig förrådd av månen - den är ju blodig. Kniven ligger för nära, folk som badar kan få syn på den. Han går ner i tjärnen, hittar inte kniven men kommer på att han måste tvätta av sig blodet. "Ve! Jag tvättar mig med blod... vattnet är blod... blod..." (ty. Weh! Ich wasche mich mit Blut... das Wasser ist Blut... Blut...). Wozzeck drunknar. Glidande parallella, som det tycks ständigt uppåtgående kromatiska ackord i orkestern - det vatten som sluter sig över den döende.

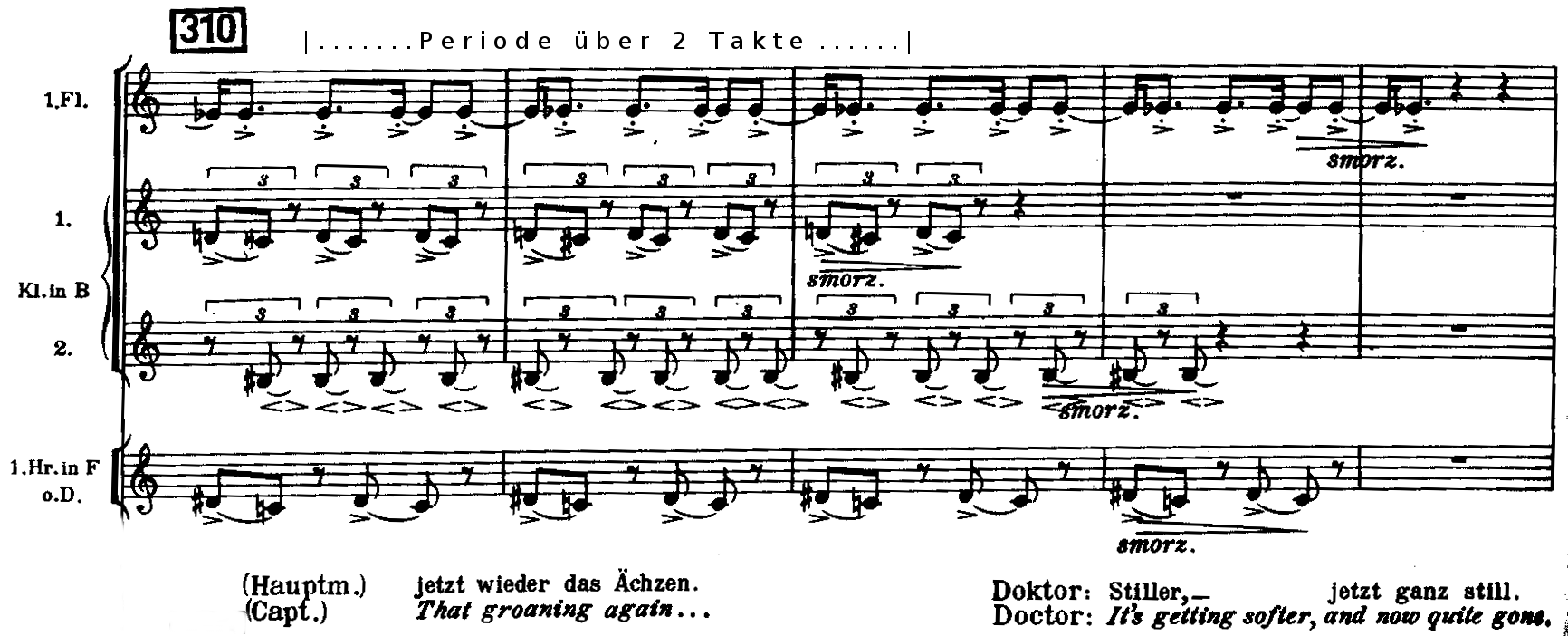
Takt 310-315 ur akt III. Doktorn och kaptenen pratar.

Doktorn och kaptenen kommer förbi, konverserande. De stannar. Doktorn tycker sig höra ett ljud. Kaptenen känner inte till någon som har drunknat på länge i tjärnen. D'ä nån som drunknar, säger doktorn bestämt. I orkestern hörs nu Unkenrufe (grodläten), samtidigt symboler för de sista slagen av Wozzecks hjärta. Herrarna konstaterar att ljudet försvinner helt och går sin väg.
Musikaliskt har scen 4 formen av en invention över ett ackord (samma ackord som i början av scenen). Tonsättaren framhåller att han trots bundenheten vid dessa sex toner åter nått mångfald och omväxling genom att variera dem på alla tänkbara sätt: genom delningar, omvändningar, omgrupperingar och lägesförändringar av alla sex toner. Naturligtvis får en sådan på harmoni och ackordsamklang inriktad musik lätt ett starkt impressionistiskt inslag. Det ligger liksom i akt I scen 2 nära tillhands - naturen och naturfenomenen spelar stor roll i handlingen. Trots detta är det aldrig tal om en musik i till exempel Debussys stil. Allt som kan påminna om impressionism i Wozzeck står denna "vaga fundamentlösa" stil fjärran, poängterar Berg. Det handlar tvärtom om sträng musikalisk lagbundenhet.
Omedelbart efter doktorns och kaptenens sorti går ridån ner och ett längre orkesterstycke följer - operans orkestrala höjdpunkt. Dramatiskt är det ett efterspel till Wozzecks självmord. Därutöver skall det uppfattas som en personlig bekännelse av tonsättaren, en appell till mänskligheten, representerad av publiken. Det har musikaliskt formen av en femte invention över en tonart, en symfonisk genomföring av alla tematiska gestalter i deras förhållande till Wozzeck. Den sammanhållande principen är en tonart, d-moll (alltså ett undantag från den fria tonaliteten). Detta gripande mellanspel brukar nämnas som en motsvarighet till sorgmarschen i Wagners Ragnarök.
Scen 5
Utanför Maries dörr. Det är morgon och solen skiner. Orkesterns epilog glider över i jämna fortlöpande åttondelar och ridån går upp. Fattigt klädda barn leker på gatan, bland dem Maries pojke som rider på en käpphäst. Barnen sjunger en refräng: Ringel, Ringel, Rosenkranz, Ringelreih'n! (melodiskt härledd från vaggvisan). Andra barn rusar in och berättar för pojken att hans mamma är död. Men pojken förstår inte vad det betyder utan fortsätter att rida på sin häst. Alla de andra barnen rusar bort för att titta på den döda Marie. Hennes pojke tvekar ett tag, men rider sedan efter de andra.
Denna sista scen har formen av en invention över en åttondelsrörelse, en perpetuum mobile som består i snabb oavbruten rörelse och som illustrerar proletärbarnens lek. Orkesterns slutkadens står de båda tidigare aktslutens, särskilt första aktens, kadenser mycket nära, även om tonsättaren sin vana trogen aldrig helt upprepar sig. Det sista slutackordet tycks föra vidare, som livet självt. Tonsättaren säger: "Operans inledningstakter kunde faktiskt utan vidare ansluta till dessa sluttakter. Därmed vore cirkeln sluten".

## Diskografi (urval)
- Wozzeck. Waechter, Silja, Winkler, Laubenthal, Zadnik, Jahn, Malta, Sramek. Wiener Philharmoniker. Dohnányi, dirigent. Decca 478 3408. 2cd.[17]